# Kim Ok-hui
Kim Ok-hui (김 옥희) (6 oktober 1979) is een Noord-koreaans langebaanschaatsster.
Op de Olympische Winterspelen van Nagano nam zij voor Noord-Korea deel aan de 1000 meter.

## Records

### Persoonlijke records[3]
| Afstand    | Tijd    | Datum            | Baan     |
| ---------- | ------- | ---------------- | -------- |
| 500 meter  | 41,50   | 24 januari 1998  | Bujon-Ho |
| 1000 meter | 1.23,37 | 19 februari 1998 | Nagano   |
| 1500 meter | 2.11,97 | 3 december 2000  | Harbin   |
| 3000 meter | 4.40,89 | 2 december 2000  | Harbin   |
| 5000 meter | 8.05,21 | 3 december 2000  | Harbin   |

- Virtual International Authority File: 11154739845952991897
- WorldCat: E39PBJqvXWrcDjdYgjd6dTC84q